# Holmul
Holmul est un site archéologique maya sité dans le Département du Petén, au Guatemala, à proximité de la frontière bélizienne.

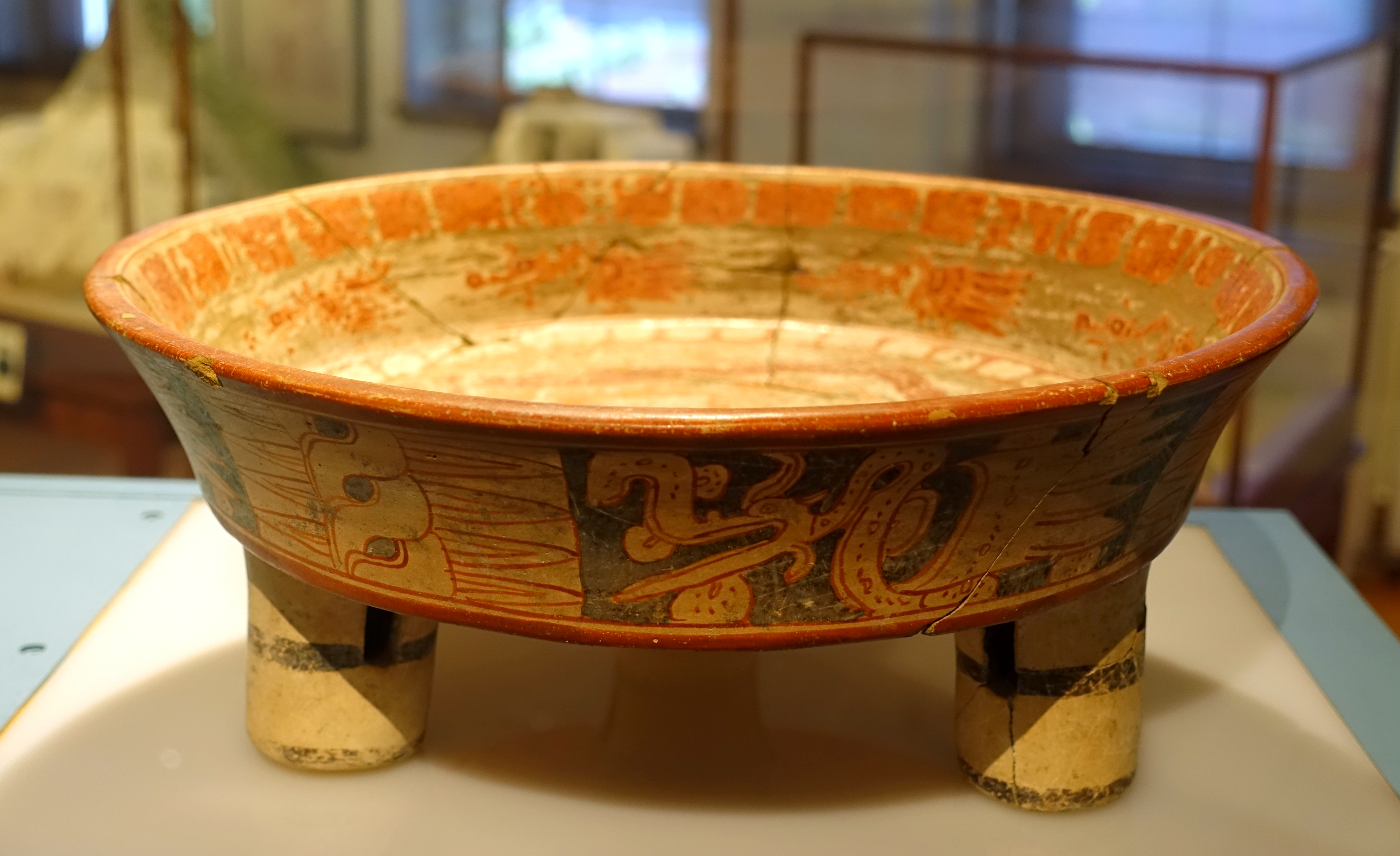
Plat trépied